# Lawkland
Lawkland – wieś w Anglii, w hrabstwie North Yorkshire, w dystrykcie (unitary authority) North Yorkshire. Leży 84 km na zachód od miasta York i 324 km na północny zachód od Londynu.